# Oratorio di San Silvestro (Roma)

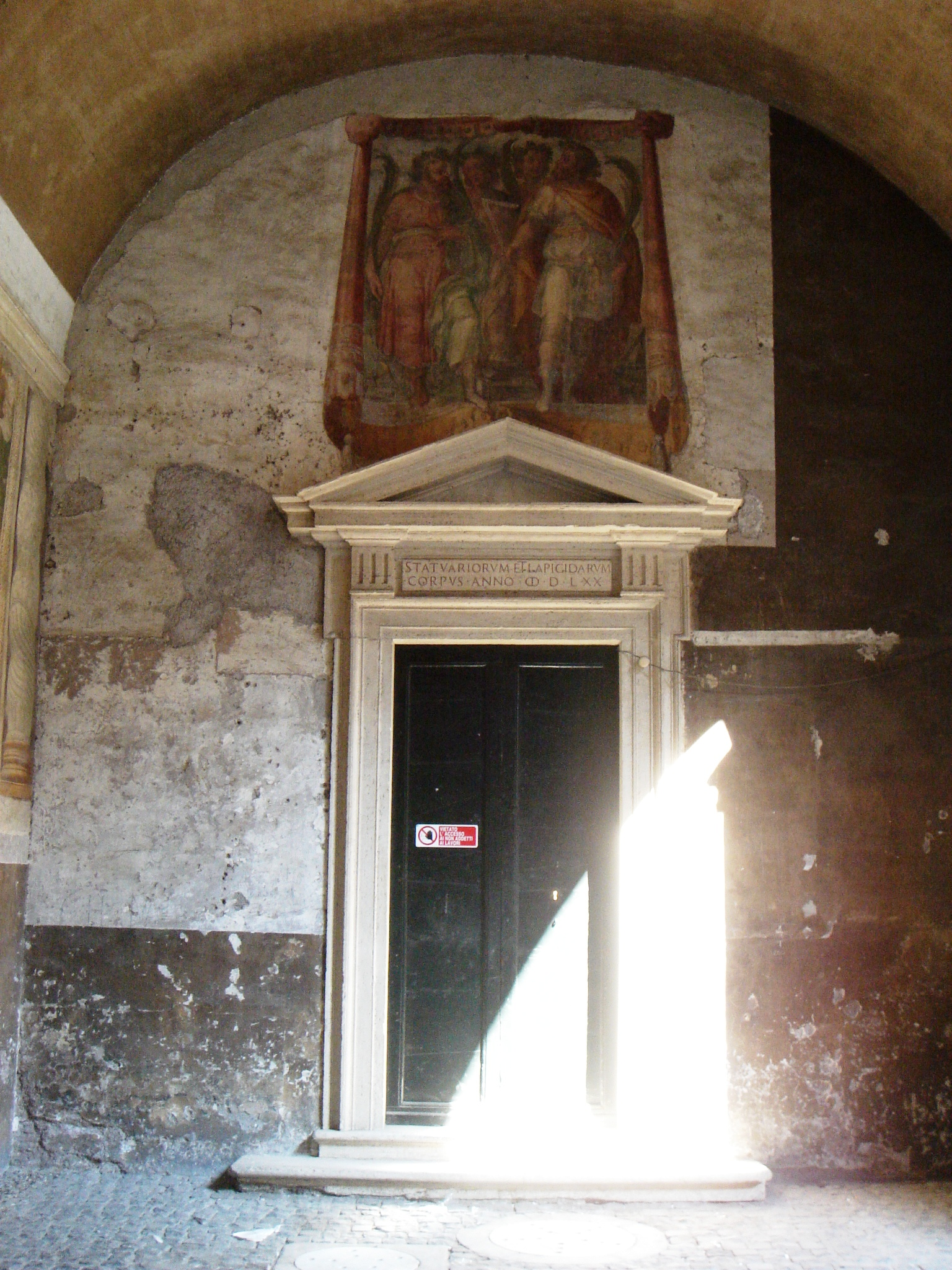
Ingresso all'oratorio

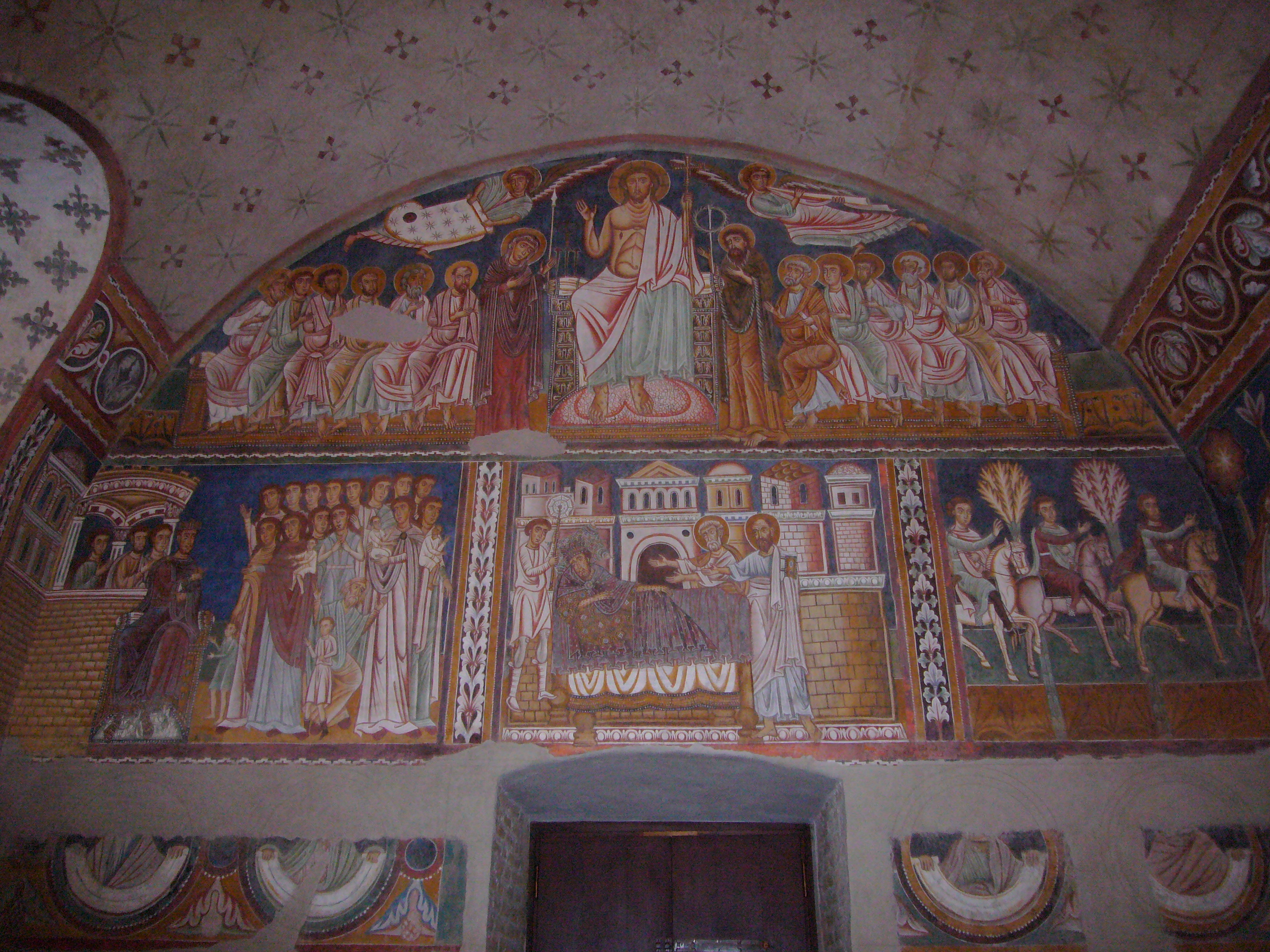
La parete d’ingresso

L'oratorio di San Silvestro è una chiesa di Roma, nel rione Celio, nei pressi dell'entrata della basilica dei Santi Quattro Coronati. Vi si accede dal portico del primo cortile esterno della basilica. Secondo il Rendina, esso "è un ambiente straordinario, un angolo di medioevo, meglio conservato della chiesa stessa".

## Storia
L'oratorio fu edificato nel 1246 per volere del cardinale Stefano Normandis, titolare di Santa Maria in Trastevere, e fu consacrato lo stesso anno, come ricorda ancora la lapide commemorativa, dal vescovo di Ostia Rinaldo dei Conti di Segni. Decorato successivamente (1248) da maestri bizantini, nel XVI secolo divenne l'oratorio della università degli scultori e scalpellini (detti marmorari).

## Descrizione
Nella lunetta sopra la porta d'ingresso è un affresco con la raffigurazione di Cristo giudice, Maria, san Giovanni e gli Apostoli.
L'interno dell'oratorio è a pianta rettangolare con volta a botte. Il pavimento è in stile cosmatesco, mentre la volta è decorata con motivi di stelle e croci: al suo centro sono poste cinque maioliche originali, a formare una croce greca. La base della volta è decorata con un fregio a foglie. La parete d'ingresso ospita un Giudizio universale, con Cristo in trono, la vergine Maria, san Giovanni Battista, gli apostoli e due angeli: uno di questi è dipinto nell'atto di ripiegare il firmamento.
Sotto questo affresco, nella parete di sinistra, in quella di ingresso ed in quella di destra, è un ciclo di affreschi, composto da 11 scene o pannelli, dipinto nel 1248. L'Armellini riporta un'iscrizione che un tempo si leggeva ad indicare la data del ciclo: A.D. MCCXLVIII hoc opus divitia fieri fecit. Questo ciclo pittorico è desunto dagli Actus Silvestri e si riferisce alla vita leggendaria dell'imperatore Costantino I.
I soggetti delle 11 scene sono::
- parete d'ingresso:
  - Costantino colpito dalla peste;
  - Pietro e Paolo appaiono in sogno a Costantino malato e lo esortano ad invitare papa Silvestro a rientrare a Roma;
  - I messi imperiali si dirigono al monte Soratte per incontrare Silvestro.
- parete sinistra:
  - I messi di Costantino salgono sul monte Soratte;
  - Silvestro rientra a Roma e mostra a Costantino le effigi di Pietro e Paolo;
  - Costantino riceve da Silvestro il battesimo;
  - Silvestro siede in trono di fronte a Costantino, curato dalla peste;
  - Silvestro a cavallo, in corteo, è accompagnato da Costantino.
- parete destra:
  - Silvestro risuscita il toro ucciso dal sacerdote ebreo;
  - Elena, madre di Costantino, ritrova la vera Croce;
  - Silvestro libera il popolo romano da un drago.

(Carlo Villa, op. cit., p. 1125)
(Claudio Rendina, op. cit., p. 322)

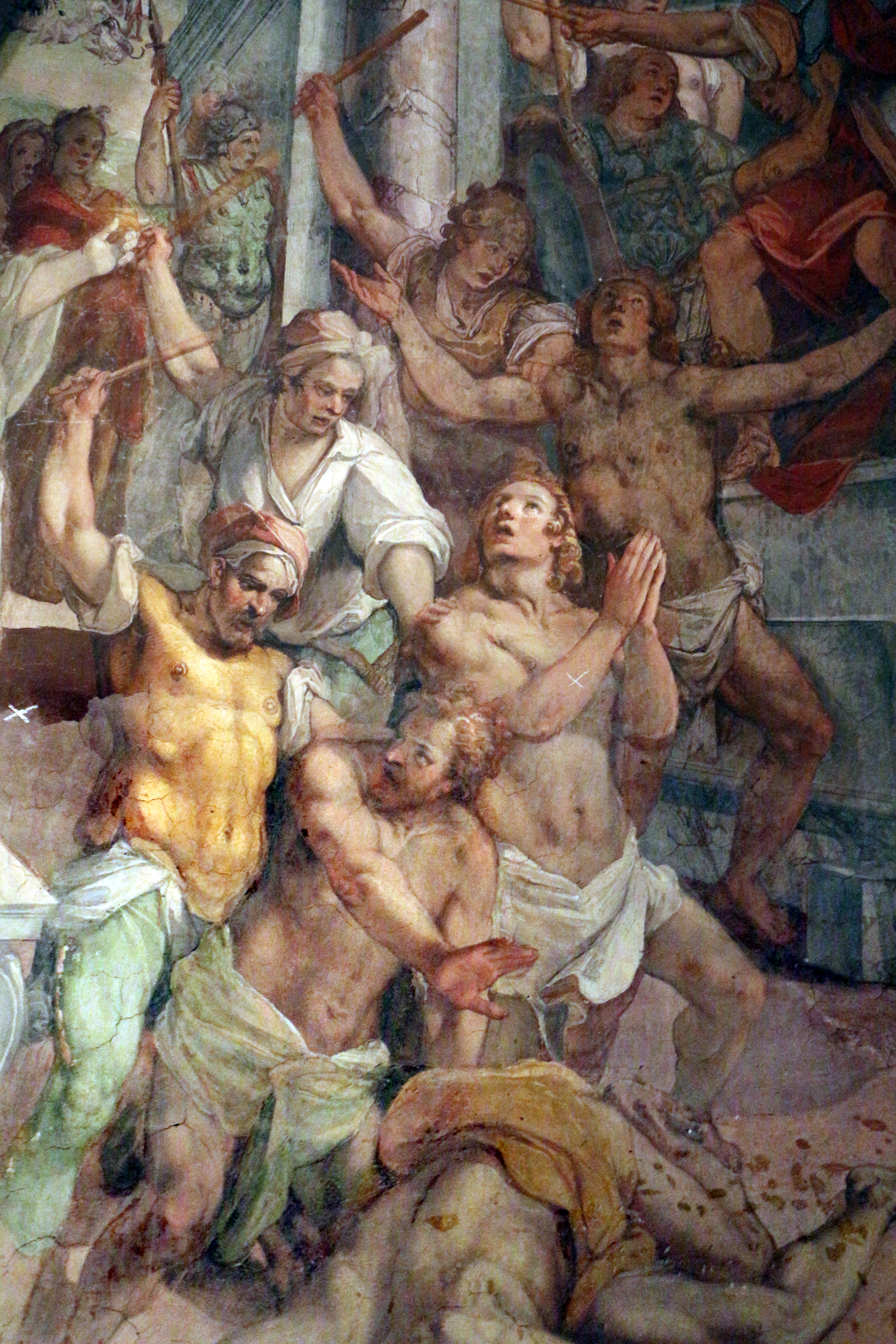
Raffaellino da Reggio, Martirio dei Santi Quattro Coronati (dettaglio), 1574, Roma, Basilica dei Santi Quattro Coronati, Oratorio di S. Silvestro

Il committente di questi affreschi è il cardinale Stefano Conti che durante la fuga del Papa in Francia fu eletto Vicario del Papa, il cardinale viveva in questo palazzo, quindi quale luogo migliore di questo oratorio per ribadire che il Papa non è solo il successore di San Pietro ma il successore anche di Costantino e degli Imperatori romani.
Nel XVI secolo venne aggiunto il piccolo presbiterio sopraelevato di tre gradini. Gli affreschi che lo decorano, datati al 1574, si riferiscono al martirio dei santi Quattro Coronati e sono opera di Raffaellino da Reggio.